# Babyshambles
Babyshambles je britanski muzički sastav koji je 2003. godine u Londonu formirao Pit Doerti, i koji je postao njegov glavni projekt nakon što je napustio The Libertines.

## Diskografija

### Studijski albumi
- (2005)
- (2007)

### Album uživo
- (2008)

### EP izdanja
- (2005)
- (2005)
- (2006)

### Singlovi
- (2004)
- (2004)
- (2005)
- (2005)
- (2006)
- (2007)
- (2007)

## Spoljašnje veze
- Zvanična prezentacija (језик: енглески)
- Prezentacija na sajtu MySpace (језик: енглески)